# Hicham El Guerrouj
Hicham El Gerrouj (arabiska: هشام الكروج), född 14 september 1974, är en marockansk före detta friidrottare. Som medeldistanslöpare är han en av de absolut främsta genom alla tider. Efter den aktiva karriärens slut är han numera kringresande Unicef-ambassadör.
El Gerrouj slog igenom i mitten av 1990-talet. Han tog silver på 1 500 m i VM i Göteborg 1995, men föll i OS-finalen 1996. Efter det tog han emellertid över som den obestridde kungen i medeldistanslöpning. Han vann fyra raka VM-guld på 1 500 meter 1997–2003, men förlorade överraskande OS-finalen 2000. Han blev framröstad till världens bäste friidrottare både 2001 och 2005.
Inför OS 2004 var han återigen favorit, och han fick till slut sitt OS-guld på distansen efter en hård spurtuppgörelse med kenyanen Bernard Lagat. Han hade nu även börjat springa långdistanslopp och vann i OS även guld på 5 000 meter.
Hans nästa stora mål sades 2005 vara att försöka slå världsrekordet på 5 000 meter. El Guerrouj hade dock stora skadeproblem under vintern och beslutade sig våren 2006 för att avsluta sin karriär.

## Meritlista

### OS
- 2000 – 1500 meter, silver
- 2004
  - 1 500 meter, guld
  - 5 000 meter, guld

### VM
- 1995 – 1 500 meter, silver
- 1997 – 1 500 meter, guld
- 1999 – 1 500 meter, guld
- 2001 – 1 500 meter, guld
- 2003
  - 1 500 meter, guld
  - 5 000 meter, silver

### Världsrekord
- 1 500 meter – 3.26,00 (från 1998)[1]
- 1 mile – 3.43,13 (från 1999)[1]